# Monumento a los Bomberos (Hoboken)
El Monumento a los Bomberos (en inglés, Firemen's Monument) es un monumento en la ciudad de Hoboken, en el estado de Nueva Jersey (Estados Unidos). Fue diseñado por el escultor estadounidense Caspar Buberl y terminado en 1891. El monumento mide 8,5 m de altura y fue construido para conmemorar el Departamento de Bomberos Voluntarios en Church Square Park el 30 de mayo de 1891.

## Historia
A partir del siglo XIX, las estatuas de los bomberos que murieron en el cumplimiento de su deber se colocaron en los cementerios municipales, lo que finalmente llevó a la colocación de monumentos en lugares públicos más accesibles y, a menudo, para conmemorar varios departamentos o eventos. El monumento en Hoboken se construyó para conmemorar el fin de los Bomberos Voluntarios en la ciudad, ya que a principios de ese año, la extinción de incendios se convirtió en una profesión remunerada. Las primeras estatuas se hicieron con mármol, pero muchas, incluido el monumento a los Bomberos en Hoboken, fueron esculpidas con zinc y fundidas en bronce por Caspar Buberl y vendidas por JW Fiske.

## Monumento
Ubicado en el extremo oeste de Church Square Park en Garden Street y 5th Street, el Monumento a los Bomberos se encuentra sobre un pedestal de granito de 20 pies que presenta emblemas de una escalera, postes de picas y una manguera contra incendios en su cara. La estatua en sí mide aproximadamente 8 pies de alto y presenta a un bombero con bigote en uniforme, sosteniendo a un niño pequeño en camisón en su brazo izquierdo y una linterna en su mano derecha. Se ha observado que estatuas similares siguen el modelo de las estatuas de la Virgen María acunando al niño Jesús . El monumento dice:

Erected by the citizens of Hoboken, N.J. in honor of the volunteer fire dept. May 30th 1891.

## Legado
Con la rica historia de Hobokens y múltiples sitios del Registro Nacional de Lugares Históricos, se realiza un recorrido anualmente y comienza con la estatua. Debido a la vecindad de Hobokens y el punto de vista de los habitantes de Nueva Jersey durante los ataques del 11 de septiembre que resultaron en la pérdida de la vida de muchos bomberos, se ha renovado la apreciación de estas estatuas de zinc.

## Galería

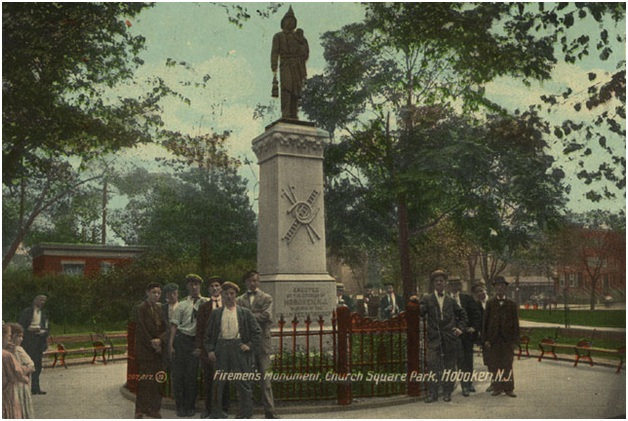
El Monumento a los Bomberos en 1905
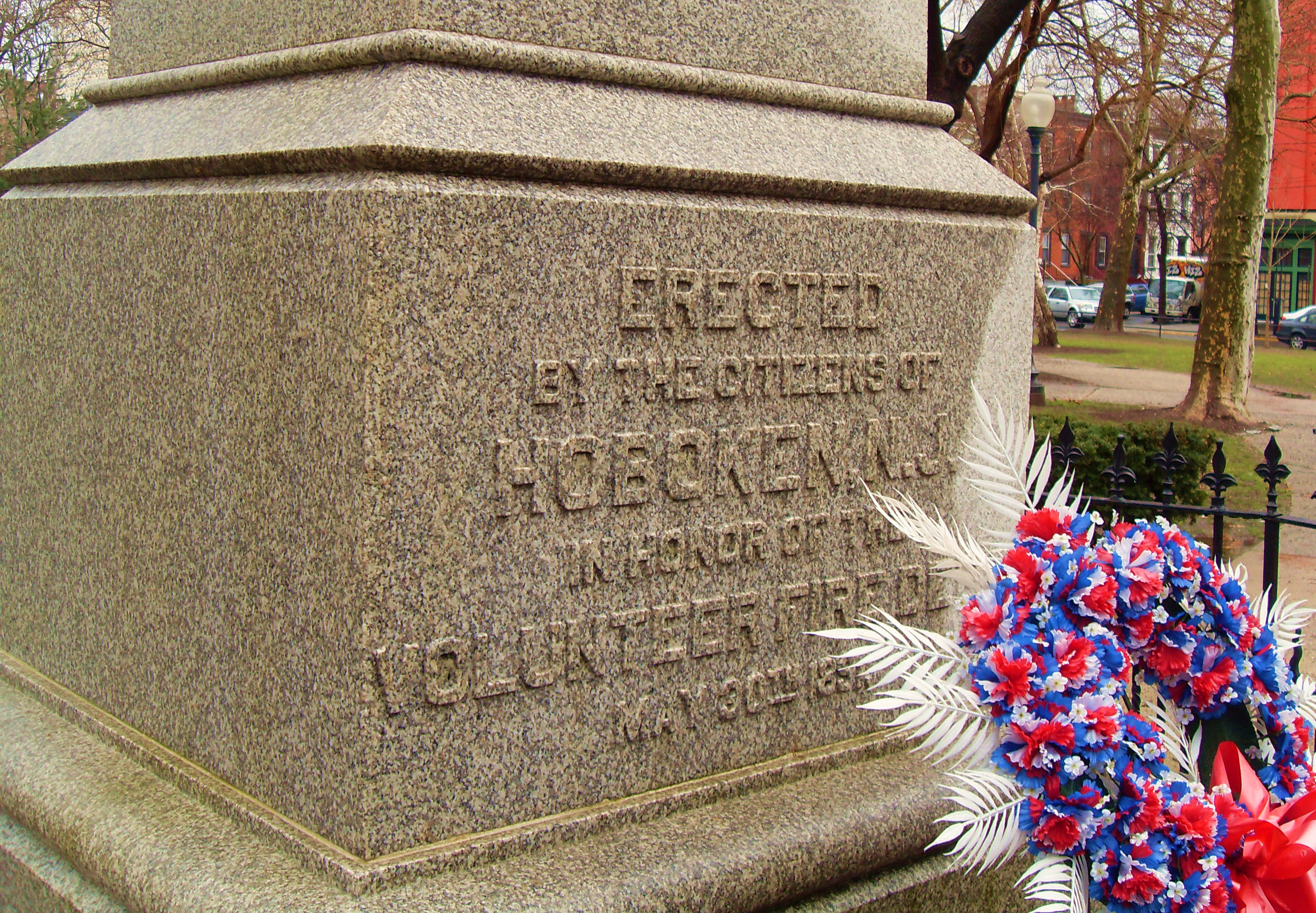
Inscripción con flores conmemorativas